# Ernst Poel (Herausgeber)
Ernst Poel (* 22. September 1796 in Neumühlen; † 5. Juli 1867 in Altona) war ein Jurist und Herausgeber des Altonaer Mercur, Zeitung und Intelligenzblatt für die Herzogtümer Schleswig, Holstein und Lauenburg.

## Biografie
Poel war der Sohn von Piter Poel, Diplomat und später Herausgeber des Altonaischer Mercurius. Die Familie stammte aus den Niederlanden, wo sein Großvater Jacobus Poel geboren wurde, der Kaufmann in Sankt Petersburg und Archangelsk war. Zur Taufe von Ernst Poel am 12. Oktober 1796 waren die Paten Karl Friedrich Reinhard, damals französischer Konsul in Hamburg, später französischer Graf, Gesandter und Außenminister sowie Christine Reimarus in Hamburg. Poel besuchte die Gelehrtenschule (Johanneum) in Hamburg. Er wurde 1814 Soldat im Hanseatischen Freikorps. Anschließend studierte er ab 1816 Jura an der Universität Kiel und im Wintersemester 1816/17 an der Universität Göttingen. Von Göttingen reiste er 1817 nach Jena und schloss sich dem Studentenzuge auf die Wartburg an zum Wartburgfest. Er studierte weiter in Berlin und Kiel mit Abschluss des Zweiten Juristischen Staatsexamens in Glückstadt. Anschließend war er als Untergerichtsadvokat in Altona angestellt.
Er wurde Herausgeber und – nach dem Tode seines Vaters – Hauptredakteur des Altonaer Mercur, Zeitung und Intelligenzblatt für die Herzogtümer Schleswig, Holstein und Lauenburg. Diese Zeitung erschien von 1839 bis 1870.

## Schriften
- Frymüthige Gedanken und Wünsche bey Gelegenheit der Vacanzen im Hamburger Gymnasium, mit besonderer Beziehung auf angehende Juristen. Altona 1827.